# Session hijacking
Session hijacking (przechwytywanie sesji) – wszystkie ataki, w których włamywacz próbuje uzyskać dostęp do istniejącej sesji użytkownika, tzn. takich gdzie identyfikator został już wcześniej przydzielony.  Polegają na uzyskiwaniu nieuprawnionego dostępu do systemów komputerowych na skutek przechwycenia sesji legalnego użytkownika. Opiera się na przesyłaniu w sesji np. adresu IP komputera wraz z nazwą przeglądarki, spod których została ona utworzona, a następnie porównywać je przy kolejnych wizytach z danymi dostarczonymi przez serwer.